# رستاخیز اسپرانزا
رستاخیز اسپرانزا (انگلیسی: Esperanza Rising) کتابی است از پم مونوز ریان، نویسندهٔ آمریکایی در قالب ادبیات کودک و ادبیات داستانی نوجوانان که روایتگر داستان دختری به نام اسپرانزا اورتگا از شهر آگوئاسکالینتس مکزیک است